# Romolo Murri Catania
La Romolo Murri Catania  è una squadra di cricket che ha partecipato al campionato di serie A maschile. Già nel 2002 aveva partecipato ai play off scudetto ed in finale aveva battuto i campioni in carica della Pianoro, aggiudicandosi il titolo italiano di cricket indoor. La Romolo Murri allenata dal capitano Alex Priywanga dello Sri Lanka, ha battuto in finale i padroni di casa del Pianoro campione d'Italia all'aperto e per la Sicilia si tratta del primo titolo tricolore della stagione e il trentanovesimo assoluto e soprattutto il secondo nel cricket dopo quello conquistato nel 2001 dalle ragazze della Polisportiva I Cirnechi Catania allenati dalla prof. Francesca Palazzo. A Pianoro si sono laureati campioni d'italia di cricket indoor questi giocatori: Luca Barbagallo, Daniele Consoli, Duncan Cotton, Alfio Tomasello, Francesco Tomasello e Antonio Urso.